# Eupithecia decrepita
Eupithecia decrepita är en fjärilsart som beskrevs av András Vojnits 1982. Eupithecia decrepita ingår i släktet Eupithecia och familjen mätare. Inga underarter finns listade i Catalogue of Life.